# Jarpice
Jarpice är en ort i Tjeckien.   Den ligger i regionen Mellersta Böhmen, i den centrala delen av landet, 40 km nordväst om huvudstaden Prag. Jarpice ligger 234 meter över havet och antalet invånare är 254.
Terrängen runt Jarpice är platt. Runt Jarpice är det ganska tätbefolkat, med 116 invånare per kvadratkilometer. Närmaste större samhälle är Kladno, 19,4 km söder om Jarpice. Trakten runt Jarpice består till största delen av jordbruksmark.